# Eudokia Ingerina
Eudokia Ingerina (ur. ok. 840, zm. 882) – cesarzowa bizantyńska. 

## Życiorys
Pochodziła z rodu Martinakiosów, pochodzenia prawdopodobnie skandynawskiego. Przebywając na dworze w Konstantynopolu stała się obiektem miłości Michała III. W 865 lub 866 została żoną Bazylego, faworyta Michała III. Po zamordowaniu Michała III została cesarzową. Urodziła mu trzech synów: Leona VI, Aleksandra i Stefana. Zmarła po 883 roku.